# Gangsterfilm
Gangsterfilms vormen een subgenre dat valt onder het misdaadgenre. Het verhaal wordt verteld vanuit het perspectief van de misdaad, waarin het genre zich onderscheidt van films waarin agenten of detectives de hoofdpersonen zijn.
Bekende gangsterfilms zijn Scarface, The Departed en American Gangster.
Veel gangsterfilms richten zich specifiek op de maffia. Dit populaire genre heeft films als The Godfather en Goodfellas voortgebracht.